# Philanthaxia lombokana
Philanthaxia lombokana es una especie de insecto coleóptero de la familia Buprestidae.
P. lombokana mide 6,7–10,1 mm.

## Distribución geográfica
Es endémico de Lombok (Indonesia).